# بلمرة فتح الحلقة

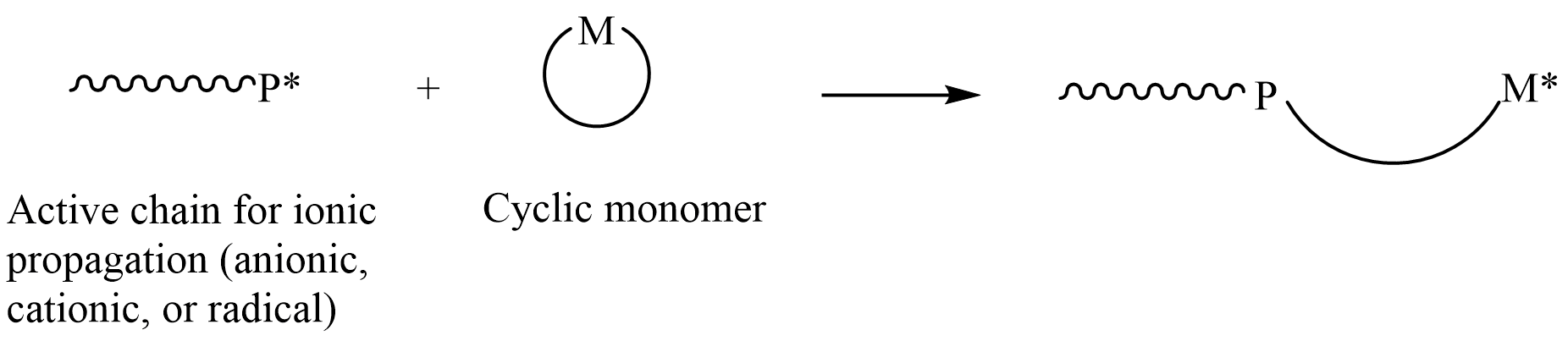
مخطط عام لتفاعل بلمرة فتح الحلقة

بلمرة فتح الحلقة  وفق تعريف الاتحاد الدولي للكيمياء البحتة والتطبيقية (IUPAC) هي عملية بلمرة ينتج فيها مركب حلقي أحادي القسيمة وحدة كيميائية أحادية القسيمة لاحلقية، أو حاوية على عدد أقل من الحلقات بالمقارنة مع أحادي القسيمة الأصلي، بحيث يكون تفاعل البلمرة ممكناً. في حال كام المركب أحادي القسيمة الأصلي مركباً متعدد الحلقات، فإن فتح حلقة واحدة فيه يكون كافياً لتصنيف هذا التفاعل الكيميائي على أنه بلمرة فتح الحلقة.
.
تعد بلمرة فتح الحلقة شكلاً من أشكال بلمرة النمو التسلسلي، يهاجم فيه طرف البوليمر النشيط كيميائياً المركب الحلقي أحادي القسيمة ليشكل بوليميراً أطول. يمكن أن يكون المركز الفعال النشيط إما جذرياً أو أيونياً. يمكن أن يحدث تفاعل بلمرة فتح الحلقة نتيجة حدوث إجهاد على الحلقة، بالتالي يكون تغير قيمة المحتوى الحراري (الإنثالبية) سالباً.